# Te Atawhai Hudson-Wihongi
Te Atawhai Hudson-Wihongi (27 de marzo de 1995 en Auckland) es un futbolista neozelandés que juega como mediocampista o defensor en el Wellington Phoenix.

## Carrera
Fue parte de las categorías inferiores del Canterbury United entre 2011 y 2012, mientras que posteriormente estuvo involucrado con la reserva del Real Salt Lake estadounidense. En 2014 pasó al Wanderers, un equipo integrado por jugadores elegibles para la Copa Mundial Sub-20 de 2015. Una vez terminado el torneo, el equipo fue disuelto y Hudson-Wihongi pasó al Auckland City.

### Clubes
| Club               | País          | Año             |
| ------------------ | ------------- | --------------- |
| Wanderers          | Nueva Zelanda | 2014 - 2015     |
| Auckland City      | Nueva Zelanda | 2015 - 2019     |
| Wellington Phoenix | Nueva Zelanda | 2019 - Presente |

### Selección nacional
Disputó tres en la Copa Mundial de 2015 con la selección sub-20 de Nueva Zelanda. Ese mismo año fue parte del elenco sub-23 que afrontó los Juegos del Pacífico, en donde marcó un gol; y recibió la convocatoria con el seleccionado mayor para jugar un amistoso ante Birmania, aunque su debut lo realizaría recién ante Omán.

#### Partidos y goles internacionales
| Partidos y goles internacionales | Partidos y goles internacionales | Partidos y goles internacionales | Partidos y goles internacionales | Partidos y goles internacionales | Partidos y goles internacionales           | Partidos y goles internacionales |
| #                                | Fecha                            | Estadio                          | Rival                            | Resultado                        | Competición                                | Gol(es)                          |
| -------------------------------- | -------------------------------- | -------------------------------- | -------------------------------- | -------------------------------- | ------------------------------------------ | -------------------------------- |
| 2015                             |                                  |                                  |                                  |                                  |                                            |                                  |
| 1                                | 12 de noviembre                  | Estadio Al-Seeb, Mascate         | Omán                             | 1 – 0                            | Amistoso                                   |                                  |
| 2016                             |                                  |                                  |                                  |                                  |                                            |                                  |
| 2                                | 4 de junio                       | Sir John Guise, Puerto Moresby   | Islas Salomón                    | 1 – 0                            | Copa de las Naciones de la OFC 2016        |                                  |
| 3                                | 8 de junio                       | Sir John Guise, Puerto Moresby   | Nueva Caledonia                  | 1 – 0                            | Copa de las Naciones de la OFC 2016        |                                  |
| 4                                | 12 de noviembre                  | Estadio North Harbour, Auckland  | Nueva Caledonia                  | 2 – 0                            | Clasificación para la Copa Mundial de 2018 |                                  |
| 5                                | 15 de noviembre                  | Stade Yoshida, Koné              | Nueva Caledonia                  | 0 – 0                            | Clasificación para la Copa Mundial de 2018 |                                  |
| 2018                             |                                  |                                  |                                  |                                  |                                            |                                  |
| 6                                | 2 de junio                       | Mumbai Football Arena, Bombay    | Kenia                            | 1 – 2                            | Copa Intercontinental 2018                 |                                  |
| 7                                | 5 de junio                       | Mumbai Football Arena, Bombay    | China Taipéi                     | 1 – 0                            | Copa Intercontinental 2018                 |                                  |
| 8                                | 7 de junio                       | Mumbai Football Arena, Bombay    | India                            | 2 – 1                            | Copa Intercontinental 2018                 |                                  |